# Международный центр Рерихов
Международный центр Рерихов (МЦР) — международная общественная организация. МЦР является ассоциированным членом ДОИ ООН, ассоциированным членом Международной Организации Национальных Трастов (INTO), коллективным членом Международного совета музеев (ИКОМ), членом Всеевропейской федерации по культурному наследию «Европа Ностра». До весны 2017 года был расположен в Москве в старинной усадьбе Лопухиных — памятнике архитектуры XVII—XIX веков.
Основой МЦР являлось его структурное подразделение — Музей имени Николая Константиновича Рериха, содержание которого составляло многогранное культурное наследие семьи Рерихов: художественное, религиозно-философское.
МЦР являлся участником споров с государственными ведомствами и организациями о правах на наследство семьи Рерихов и на занимаемые Центром объекты недвижимости. Согласно решениям суда, с 2014 года центр лишился права претендовать на имущество Советского фонда Рерихов, вместе с этим он лишился и права на владение принадлежавшими фонду картинами. В 2017 году по решению суда центр был выселен из занимаемых помещений усадьбы Лопухиных.
МЦР является одним из центров современного рериховского движения — нового религиозного движения, основанного на религиозно-философском учении Николая и Елены Рерихов «Живая этика» (Агни Йога).

## История
В 1989 году по инициативе Святослава Николаевича Рериха, гражданина Индии, на основании его обращения «Медлить нельзя!», опубликованного в газете «Советская культура» 29 июля 1989 года, и постановления Совета министров СССР от 4.11.1989 № 950 в Москве был образован Советский Фонд Рерихов. После этого С. Рерих безвозмездно передал в Россию культурное наследие своих родителей Н. К. Рериха и Е. И. Рерих. Для его размещения была выделена старинная усадьба Лопухиных по адресу Малый Знаменский переулок, 3/5.
7 мая 1990 года художественное наследие Рерихов прибыло из Индии в Москву. После этого из Советского Фонда Рерихов в Министерство культуры СССР был направлен ряд писем с требованием передать фонду из Музея народов Востока другие 288 картин, которые в 1970-е годы С. Н. Рерих предоставил СССР для проведения передвижных выставок.
В сентябре 1991 года Советский Фонд Рерихов фактически прекратил своё существование в связи с тем, что по инициативе российских и иностранных юридических лиц была создана общественная организация «Международный центр Рерихов» (МЦР).
Правопреемство МЦР по отношению к Советскому Фонду Рерихов впоследствии было оспорено.
Спустя несколько месяцев после смерти Святослава Рериха в 1993 году Правительство РФ приняло постановление № 1121 от 04.11.1993 «О создании Государственного музея Н. К. Рериха». Новому музею, создаваемому на правах филиала Музея народов Востока, передавались в оперативное управление здания бывшей усадьбы Лопухиных, занимаемые до СФР и МЦР службами Минтяжмаша СССР.
В 1994—1995 годах по исковому заявлению МЦР Высший арбитражный суд РФ рассматривал дело об отмене пунктов 2, 3 постановления Правительства РФ № 1121 «О создании Государственного музея Н. К. Рериха». В марте 1995 года данные пункты постановления были отменены. Председатель Высшего арбитражного суда РФ опротестовал это решение и потребовал от Президиума Высшего арбитражного суда РФ восстановить действие отмененных пунктов постановления правительства, что и было сделано. Каких-либо административных действий государственные органы не предпринимали.
В ноябре 1999 года президентом МЦР был избран известный российский дипломат Юлий Михайлович Воронцов, который занимал этот пост до своей смерти в 2007 году.
В 2001 году МЦР попытался в судебном порядке добиться передачи ему картин из Музея народов Востока. Ю. Воронцов утверждал, что названия более 40 картин из тех 288, которые С. Рерих привез в СССР и оставил на попечении Министерства культуры СССР, не соответствуют спискам, которые предъявил Музей народов Востока, и это несоответствие говорит о том, что эти картины утрачены. По результатам проведенной комиссией Счётной палаты РФ проверки использования коллекции картин Н. К. Рериха и С. Н. Рериха в Государственном музее Востока не было обнаружено нехватки картин, проверка также не выявила несоответствий имеющихся картин учётным документам.
В 2008 году во дворе Международного Центра Рерихов состоялось открытие Ступы Просветления — первой недекоративной буддийской ступы в Москве.
В 2008 году Федеральное агентство по управлению федеральным имуществом обратилось в Арбитражный суд города Москвы с иском к Международному Центру Рерихов о выселении его из усадьбы Лопухиных на основании постановления Правительства № 1121. Этот иск был отклонен на основании истечения срока исковой давности. В 2009 году арбитражный процесс о выселении МЦР из усадьбы Лопухиных продолжился. В итоге повторного рассмотрении дела 29 сентября 2009 года слушание дела было приостановлено до окончательного решения вопроса с разграничением прав собственности на объекты культурного наследия в Москве между городом и Российской Федерацией.
Постановлением Правительства РФ от 17.12.2010 № 1045 постановление № 1121 от 04.11.1993 признано утратившим силу. В соответствии с распоряжением московского правительства, подписанным в августе 2014 года мэром Москвы С. С. Собяниным, Международному центру Рерихов были переданы в безвозмездное пользование здания, входящие в исторический комплекс усадьбы Лопухиных.
В 2015 году правительство Москвы передало памятник истории и культуры «Усадьба Лопухиных» в собственность Российской Федерации. Дальнейшие действия будут осуществлять Министерство культуры РФ и подведомственное ему ФГБУ «Государственный музей искусства народов Востока».
24 ноября 2011 года Хамовнический суд Москвы признал за МЦР право на наследство Рерихов. Это решение было оспорено Государственным музеем Востока в вышестоящей судебной инстанции и дело было назначено к слушанию в Верховном суде Российской Федерации, который вернул дело в Мосгорсуд.
20 июня 2014 года Мосгорсуд на основании жалобы Государственного музея Востока отменил решение Хамовнического суда от 24.11.2011 и отказал Международному центру Рерихов в удовлетворении заявления об установлении факта принятия наследственного имущества С. Н. Рериха.
В письме в МЦР от 8 июля 2015 года Министерство культуры России выдвинуло ряд требований о передаче наследия Рерихов государству в связи с тем, что «МЦР удерживается без достаточных правовых оснований имущество С. Н. Рериха, завещанное им Советскому Фонду Рерихов». По мнению кандидата философских наук, ведущего научного сотрудника Центра по изучению проблем религии и общества Института Европы РАН Р. Лункина, события последних лет свидетельствуют, что «начавшаяся в 1989 году с момента основания Фонда Рерихов и на его базе МЦР история могущественного рериховского центра Шапошниковой закончилась…».
20 марта 2017 года Арбитражный суд Москвы удовлетворил иск Музея Востока о выселении Международного центра Рерихов (МЦР) из двух строений усадьбы Лопухиных, в которых располагался музей имени Н. К. Рериха, а апелляционная жалоба МЦР оставлена без удовлетворения, МЦР был вынужден освободить занимаемые им помещения.

## Просветительская деятельность
В 2017 году на Youtube-канале Международный Центр Рерихов публиковались записи публичных лекций крупнейших специалистов (Елена Мельникова, Евгений Пчелов, Алексей Щавелёв, Игорь Данилевский, Фёдор Успенский) по скандинавистике и Древней Руси, которые читались учёными на платформе Центра Рерихов.

## Музей имени Н. К. Рериха Международного центра Рерихов

В залах музея Н. К. Рериха в Москве. 2014 г.

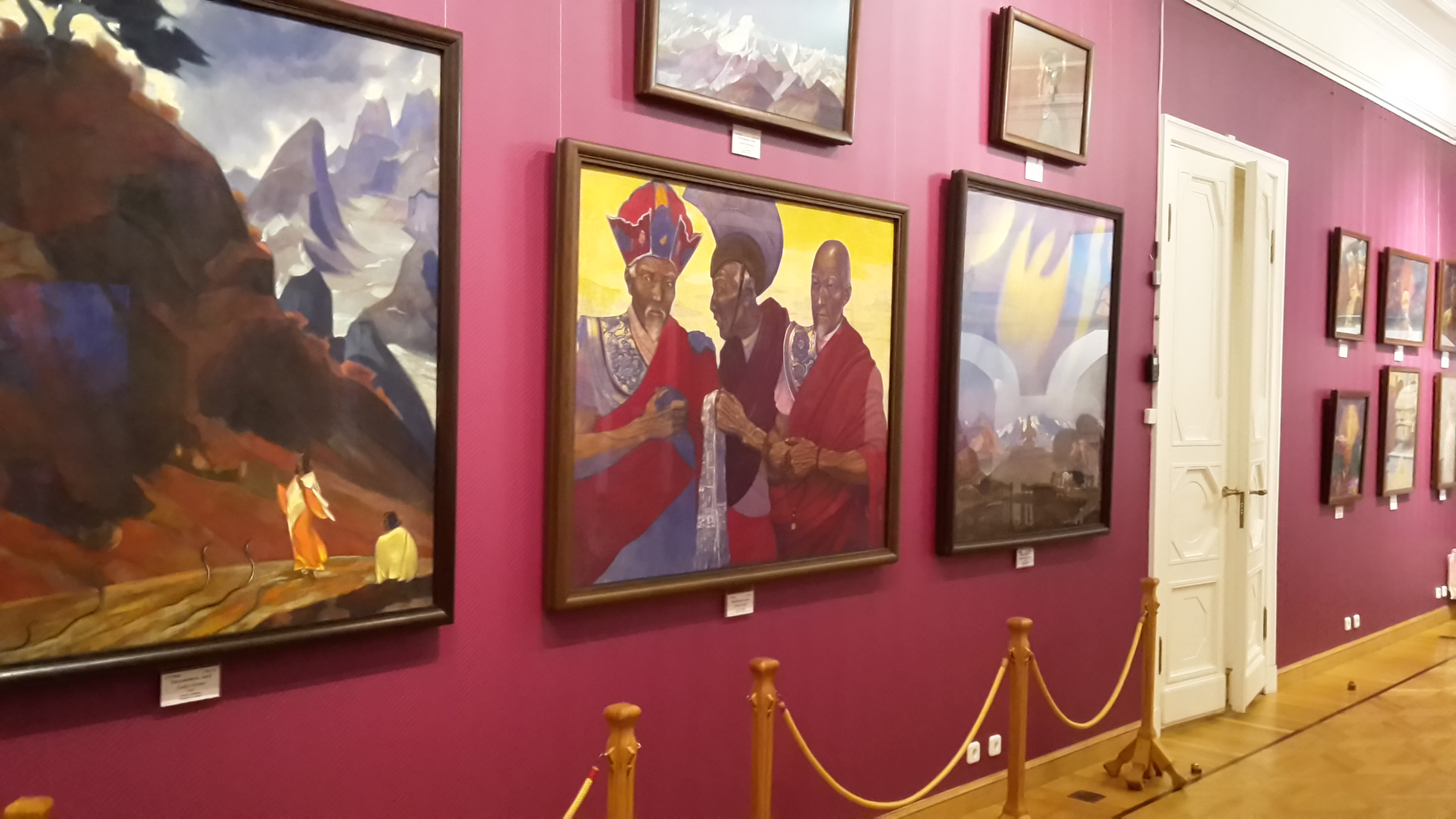
В залах музея Н. К. Рериха в Москве. 2014 г.

При Советском фонде Рерихов был создан Музей имени Н. К. Рериха, директором которого являлась Людмила Васильевна Шапошникова. Первая экспозиция была открыта в музее 12 февраля 1993 года, в день рождения Елены Рерих, ещё до начала масштабной реставрации усадьбы Лопухиных. Выставка размещалась в пяти небольших комнатах флигеля, где были размещены картины Николая Рериха, архивные документы, книги из семейной библиотеки, фотографии, реликвии и личные вещи Рерихов.
В октябре 1994 года состоялось второе открытие музея. Новая экспозиция разместилась в пяти больших отремонтированных комнатах на первом этаже главного здания усадьбы. Экспозиция была расширена, увеличено количество представленных картин и экспонатов. В специальной витрине были выставлены изданные МЦР книги, репродукции и брошюры. Был открыт зал, посвященный Святославу Николаевичу Рериху, где разместились отреставрированные полотна художника. В самом большом зале начато проведение лекций, семинаров, концертов, торжественных заседаний, посвящённых жизни и деятельности семьи Рерихов.
В день рождения Николая Рериха 9 октября 1997 года состоялось третье открытие музея его имени. В девяти отреставрированных залах второго этажа главного здания усадьбы разместились картины Н. К. и С. Н. Рерихов, личные вещи семьи Рерихов, реликвии, книги, фотографии, документы и другие экспонаты. В залах музея проходят ежегодные международные конференции с участием крупных учёных и общественных деятелей, организуются выставки и концерты, читаются лекции, посвящённые рериховскому наследию.
В марте 2017 года из музея сотрудниками ГСУ и УЭБиПК ГУ МВД России по г. Москве изъяты картины Николая и Святослава Рерихов, приобретенные бывшим председателем «Мастер-банка» на похищенные у кредитной организации денежные средства. 28 апреля 2017 года состоялось выселение МЦР, сменилась охрана, были опечатаны помещения.
После выселения Международного центра Рерихов в апреле 2017 года в стенах усадьбы Лопухиных разместился Музей Рерихов (филиал Государственного Музея Востока), созданный в феврале 2016 года по решению Министерства культуры РФ. В 2019 году Музей Рерихов переехал на ВДНХ (в бывший павильон «Здравоохранение»), после чего усадьба Лопухиных была передана в пользование Пушкинскому музею.
Ряд известных общественных деятелей и деятелей культуры подписал обращение против преследования Международного центра Рерихов.

## МЦР и Мастер-банк

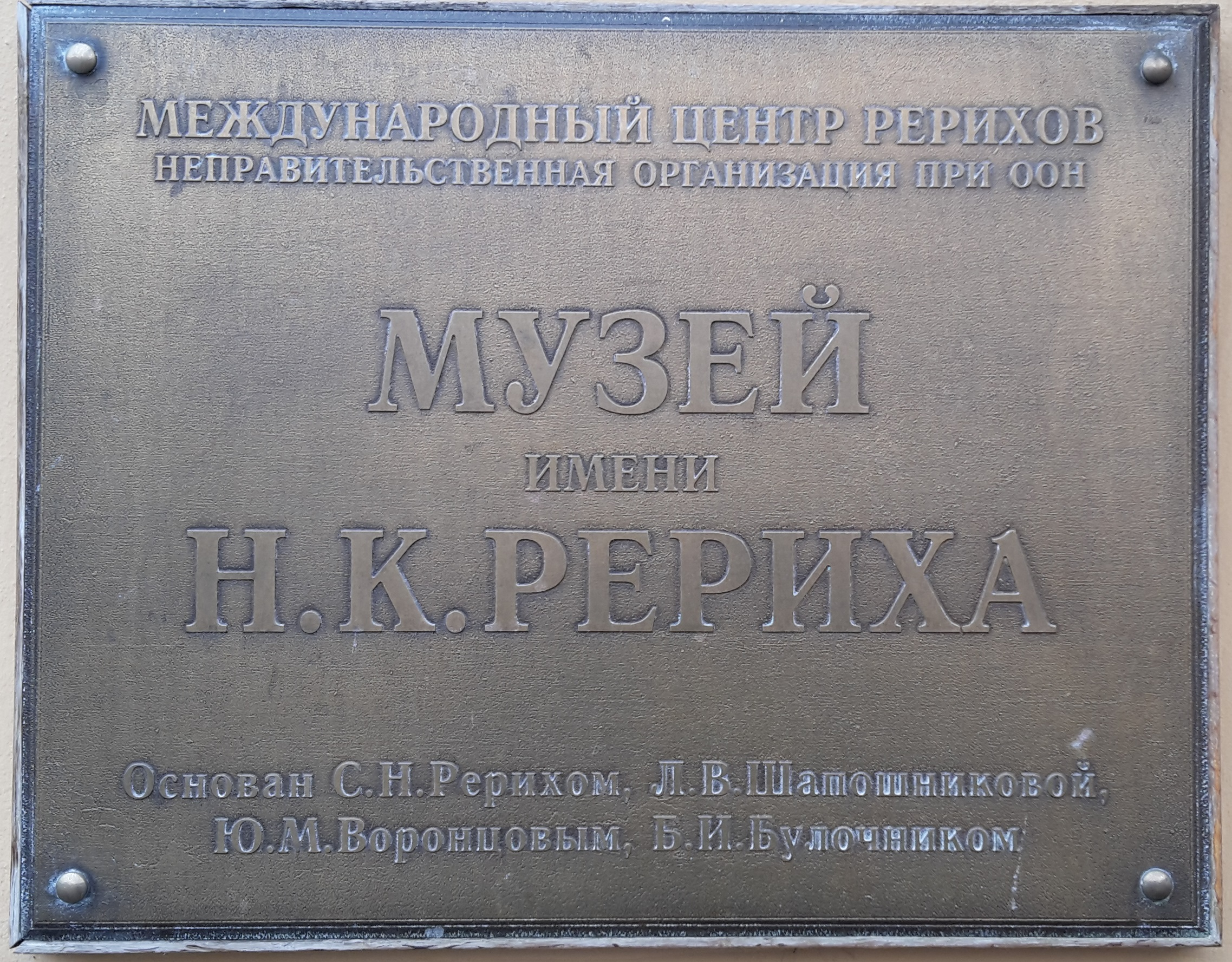
Табличка, висевшая у входа в музей имени Н. К. Рериха МЦР в Москве

После потери «Мастер-Банком» лицензии на осуществление банковских операций на сайте МЦР появилась информация, что деятельность международной общественной организации «полностью финансировалась Борисом Ильичом Булочником», председателем правления «Мастер-Банка» (1994—2013). По признанию первого вице-президента МЦР, генерального директора Музея имени Н. К. Рериха Л. В. Шапошниковой, коммерческий банк «финансировал Центр Рерихов по всем направлениям», последствия «катастрофические — музей лишился всех средств для существования». Содержание музея в месяц в среднем обходится около 13 млн рублей (без учёта культурной деятельности). 26 ноября 2013 года вышло «Заявление ООО „Международный центр Рерихов“ по поводу обвинений в адрес Бориса Ильича Булочника, председателя правления Мастер-банка, мецената общественного музея имени Н. К. Рериха Международного Центра Рерихов (МЦР)». Потеряв спонсора, центр обратился за помощью в столичный департамент культуры.
На первом из двух дел, возбужденных против руководства «Мастер-банка», преступные действия доказаны юридически. В рамках второго дела, по которому проходит скрывающийся от следствия Б. И. Булочник, прошли обыски в МЦР, который, по версии следствия, мог использоваться для отмывания выведенных из банка средств.

## Награды
- В 2002 году Международный Центр Рерихов был награждён Ассоциацией книгоиздателей дипломом лауреата конкурса «Лучшие книги 2001 года» за высокое качество художественного и полиграфического исполнения книг: Л. В. Шапошникова «Тернистый путь Красоты»; Ю. Н. Рерих «Тибетская живопись».
- В 2008 году журнал «Культура и время», издаваемый МЦР, решением Общественного экспертного совета под председательством президента Российской библиотечной ассоциации, генерального директора РНБ В. Н. Зайцева и генерального директора РГБ В. В. Фёдорова удостоен знака отличия «Золотой фонд прессы — 2008».
- Национальная премия «Культурное наследие» (2007). Премию присуждал Национальный Фонд «Возрождение русской усадьбы» при поддержке Министерства культуры и массовых коммуникаций РФ[57][58].

## Оценки деятельности
По мнению представителя «Объединенного Научного Центра проблем космического мышления» (структурного подразделения МЦР) академика РАН Е. П. Челышева касательно освещения МЦР Центрально-Азиатской экспедиции Н. К. Рериха, «трудно переоценить значение просветительской деятельности МЦР в таких непростых условиях».
Существуют выполненные по заказу МЦР два экспертных заключения о деятельности Международного центра Рерихов, отрицающие принадлежность МЦР к тоталитарным сектам и новым религиозным движениям и указывающие на культурно-просветительский характер его деятельности. Вне зависимости от степени обоснованности таких выводов и от степени независимости и объективности сделанных экспертиз сама уместность таких выводов может быть поставлена под сомнение тем, что данные заключения не являются религиоведческими: первое — «заключение по результатам юридической экспертизы», второе — «экспертиза культурно-просветительской деятельности».
По данным кафедры государственно-конфессиональных отношений Российской академии государственной службы при Президенте РФ движение последователей Рерихов относится к новым религиозным движениям и является выразителем традиции нью-эйдж, восходящей к неомистике, теософии и антропософии.
Действия МЦР, одной из ведущих организаций в рериховском движении, привели к многочисленным спорам о рериховском наследии в России и во многом обусловили раскол движения. Одним из факторов, вызвавших серьёзные разногласия в рериховском движении, была регистрация знака «Знамя Мира» в качестве торговой марки МЦР.
В 2011 году МЦР подал иск о защите своих чести, достоинства и деловой репутации к телеведущему Владимиру Соловьеву с требованием компенсации в размере 1,5 миллиона рублей. В составе иска содержалось требование к ФГУП «ВГТРК» опубликовать предоставленный МЦР текст опровержения заявлений о том, что МЦР является сектой, сделанных Соловьёвым в одном из выпусков программы «Утро с Владимиром Соловьевым. Полный контакт» в эфире радиостанции «Вести ФМ» со ссылкой на решение Архиерейского собора Русской православной церкви, в котором организации, распространяющие учение «Живой этики», были отнесены к псевдохристианским сектам. МЦР также потребовал запретить телерадиокомпании распространять указанный выпуск передачи. В удовлетворении иска судом было отказано в полном объёме.
В июне 2014 года Министерство культуры РФ опубликовало информацию в связи с организованным в Интернете сбором подписей под открытым письмом в защиту общественного Музея имени Н. К. Рериха, являющегося структурным подразделением Международного центра Рерихов (МЦР). «Претензии МЦР на наследие Рерихов не имеют оснований», — заявил заместитель Министра культуры Владимир Аристархов на брифинге, который прошел в Государственном музее Востока в марте 2015 года.

## Руководители
- Г. М. Печников (1991—1999)
- Ю. М. Воронцов (1999—2007)
- А. В. Постников (2009—2013)
- А. П. Лосюков (2013—2015)
- Ю. Х. Темирканов (2016—)